# Palizada (Campeche)
Palizada ist eine Kleinstadt mit etwa 3.500 Einwohnern und Hauptort der ungefähr 10.000 Einwohner zählenden gleichnamigen Gemeinde (municipio) im äußersten Westen des mexikanischen Bundesstaats Campeche nahe der Grenze zum Bundesstaat Tabasco. Wegen ihres kolonialen Stadtzentrums zählt sie zu den Pueblos Mágicos.

## Toponym
Der Name Palizada ist abgeleitet von der volkssprachlichen Bezeichnung für den in der Region Süd-Campeche heimischen Blauholz- oder Blutholzbaum, der vorwiegend zur Gewinnung von medizinischen Farbstoffen genutzt wird (siehe Hämatoxylin).

## Lage
Die Kleinstadt Palizada liegt am Río Palizada, einem Nebenarm des Usumacinta nur 50 km Luftlinie, aber ca. 230 km Fahrtstrecke südwestlich der Golfküste bei Ciudad del Carmen in einer Höhe von ca. 5 m. Campeche, die Hauptstadt des Bundesstaats, befindet sich ca. 300 km (Fahrtstrecke) nordöstlich. Das Klima ist tropisch schwül; der für mexikanische Verhältnisse reichliche Regen (ca. 1855 mm/Jahr) kommt vom Atlantik bzw. dem Golf von Mexiko und fällt hauptsächlich während des Sommerhalbjahrs.

## Bevölkerung
| Jahr      | 2000  | 2005  | 2010  |
| Einwohner | 2.942 | 3.061 | 3.089 |

Nur ein kleiner Teil der Einwohner ist spanischer Abstammung; Umgangssprache ist zumeist ein lokaler Chontal-Maya-Dialekt.

## Wirtschaft
Die Bewohner der Umgebung leben vom Fischfang und von etwas Landwirtschaft, wozu auch die Viehhaltung zählt. In der Kleinstadt selber haben sich Kleinhändler, Handwerker und Dienstleister aller Art niedergelassen.

## Geschichte
Der Ort wurde von spanischen Siedlern im Jahr 1772 unter dem Namen San Joaquin de la Palizada inmitten eines von Chontal-Maya dünn besiedelten Gebietes gegründet. Im Jahr 1850 erhielt der Ort die eingeschränkten Stadtrechte (villa), doch erst im Jahr 1959 wurde er in den Rang einer Stadt (ciudad) erhoben.

## Sehenswürdigkeiten
- Das Ortsbild mit seinen farbenfrohen, zumeist nur eingeschossigen Häusern ist durchaus reizvoll. Die wichtigsten Bauten stehen an der Plaza Mayor:
- Die Kirche San Joaquín stammt aus dem Jahr 1773; das von einem Glockenturm begleitete Kirchenschiff hat ein Holzgewölbe.
- Die langgestreckte Markthalle (Mercado Municipal) wird von offenen Arkaden begleitet.

Umgebung
- Viele Stellen in der Umgebung eignen sich für Vogelbeobachtungen.